# Осельки (платформа)
Осельки́ — платформа Приозерского направления Октябрьской железной дороги. Расположена в одноимённом посёлке между платформой Кавголово и станцией Пери. Тип платформы — пассажирская, островная. Число путей — два. Билетная касса закрыта.
У платформы останавливаются все электропоезда, кроме поездов повышенной комфортности. К югу от платформы расположен регулируемый железнодорожный переезд без шлагбаума.
По 1943 год называлась Хиттолово (по наименованию деревни, находящейся в 2.5 км северо-восточнее), название Осельки впервые появляется на железнодорожной карте издания 1944 года. Возможная цель переименования — исключить путаницу с карельским посёлком Хийтола.
Электрифицирована в 1958 году в составе участка Пискарёвка — Пери. В конце 1950-х дорога в Осельках была однопутной. Но для повышения пропускной способности соорудили разъезд, и на рубеже 1950/1960-х гг. Осельки являлись станцией, в начале 1960-х конечной для некоторых электропоездов. В середине 1960-х был построен второй путь и Осельки вернулись к статусу платформы.

## Галерея

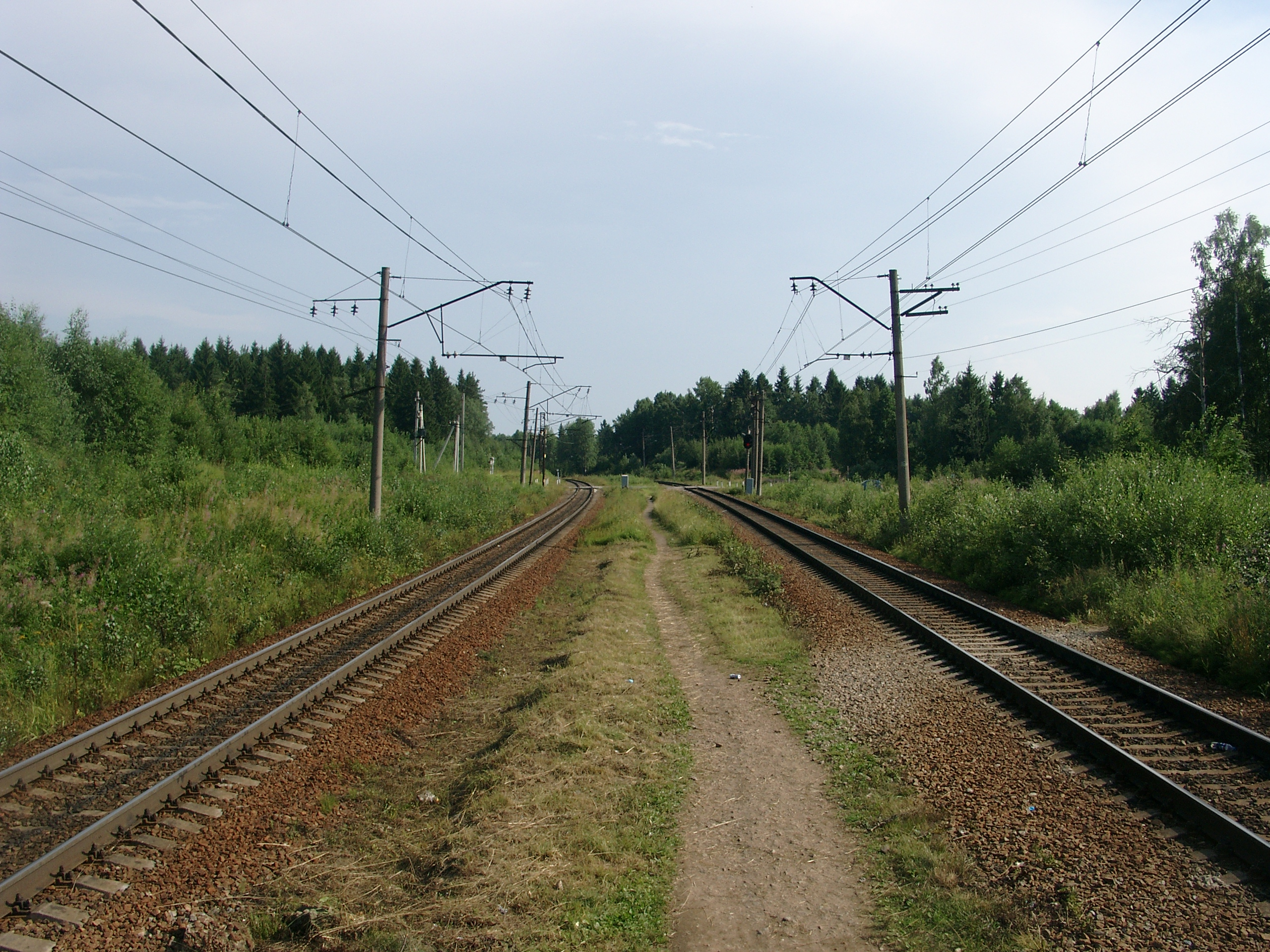
Вид в сторону пл. Кавголово
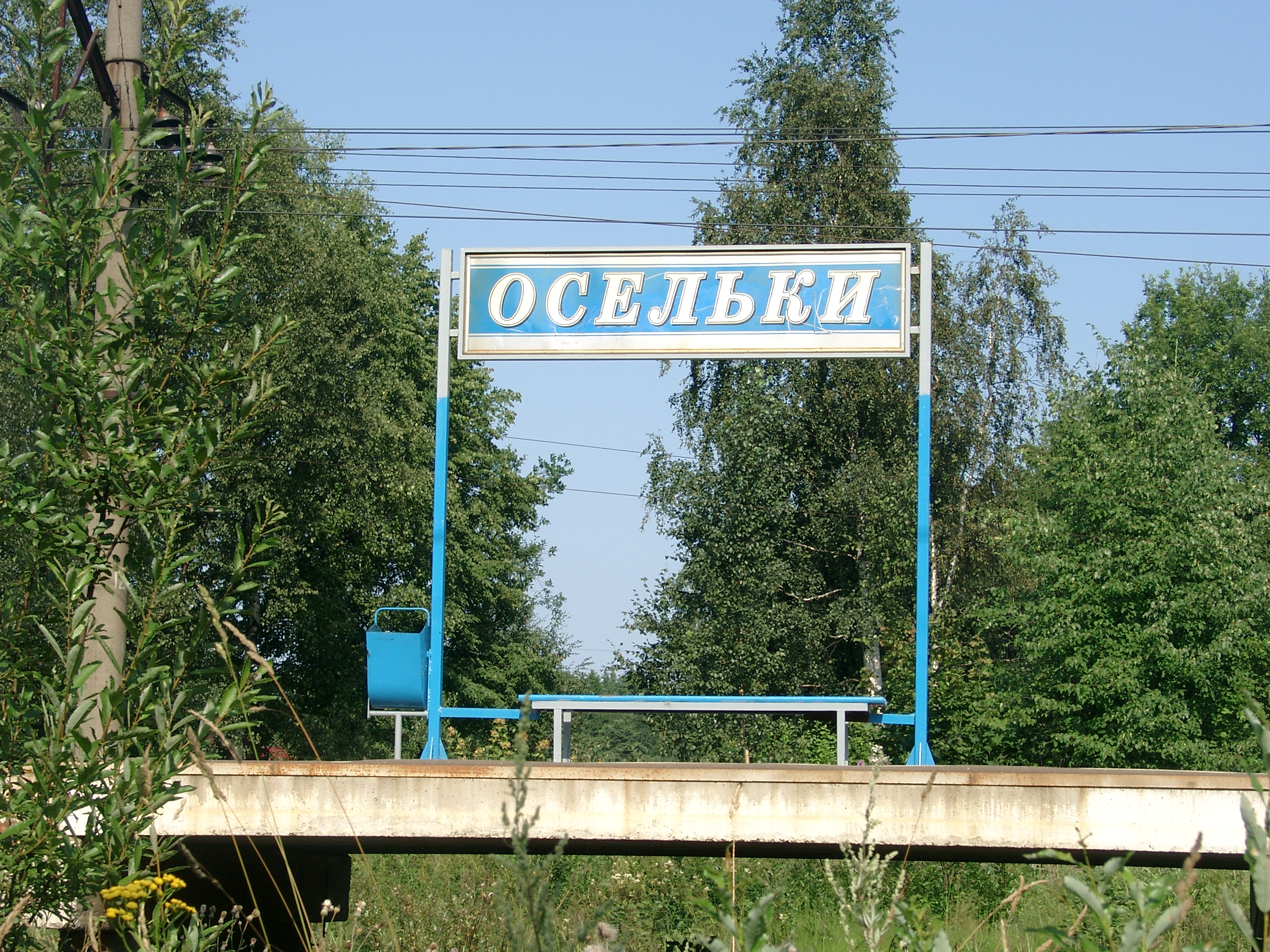
Указатель с названием платформы
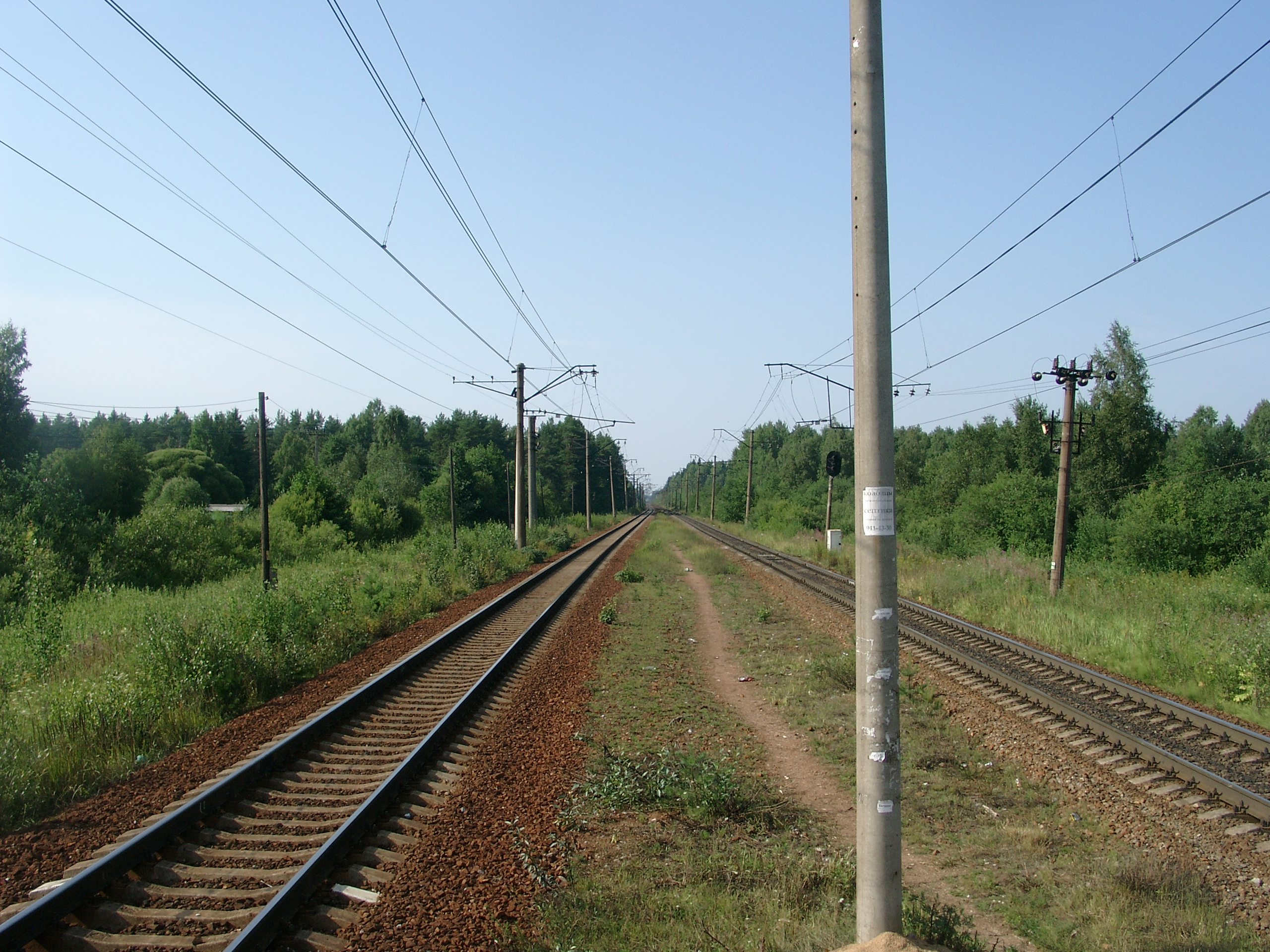
Вид в сторону ст. Пери